# Alison Des Forges
Alison Des Forges (Liebhafsky ; Schenectady, 20 de agosto de 1942 - Nueva York, 12 de febrero de 2009) fue una historiadora y activista de derechos humanos estadounidense que se especializó en la región de los Grandes Lagos de África, particularmente sobre el genocidio de Ruanda, ocurrido en 1994. Al momento de su muerte, era asesora sénior del continente africano en Human Rights Watch. Falleció de un accidente aéreo el 12 de febrero de 2009.

## Biografía
Alison Des Forges nació como Alison B. Liebhafsky el 20 de agosto de 1942, siendo hija de Sybil Small y Herman A. Liebhafsky. En 1964 se casó con Roger Des Forges, un historiador especializado en China de la Universidad de Búfalo. Des Forges obtuvo su licenciatura en historia en 1964, y consiguió su maestría y doctorado en la misma disciplina en Universidad de Yale, en 1966 y 1972, respectivamente. Tanto su tesis de grado como de doctorado trataban sobre el colonialismo europeo en Ruanda.   Su tesis Defeat Is the Only Bad News: Rwanda under Musinga, 1896-1931 fue publicada póstumamente en 2011. Al describir las políticas de la corte durante el reinado de Yuhi Musinga, presentó cómo las divisiones entre diversos grupos en Ruando, moldearon sus respuestas a los gobiernos, misioneros y empresarios coloniales.
Ella se especializó en la región de los Grandes Lagos de África y estudió el genocidio de Ruanda. También se convirtió en una autoridad sobre el tema de las violaciones de los derechos humanos perpetrados en la República Democrática del Congo y en Burundi.
En 1994, Des Forges dejó la academia, afín de dedicarse a tiempo completo sobre los derechos humanos durante el genocidio de Ruanda. 
En 1999, recibió la Beca MacArthur en reconocimiento a su labor como "líder en derechos humanos".  Por esa labor también llegó a ser asesora por el continente africano en Human Rights Watch.
Des Forges falleció el 12 de febrero de 2009, en el accidente aéreo del vuelo 3407 de Continental Connection, que partió desde Newark, Nueva Jersey, hasta su residencia en Búfalo, Nueva York. Junto a ella, fallecieron los 49 tripulantes restantes del avión.

## Testigo del genocidio de Ruanda
Se cree que Des Forges era el mayor experto estadounidense sobre cómo se llevó a cabo el genocidio. Además de su educación, ella ha estado visitando Ruanda desde 1963  En abril de 1994, empezó a contactarse con su colega y activista Monique Mujawamariya en Ruanda cada hora y media, y podía escuchar disparos durante esas conversaciones. Estaba hablando por teléfono con Mujawamarija, cuando esta última se disculpó por colgarla, ya que no quería de Des Forges la oyera morir. También le pidió a Des Forges que cuidara de sus hijos.  Mujawmariya sobrevivió al genocidio, pero sus informes revelaron que  Des Forges fue una de las primeras extranjeras en observar que se estaba produciendo un genocidio en Ruanda, y luego dirigió un equipo de investigadores para establecer los hechos.  Des Forges tuvo que testificar 11 veces ante el Tribunal Penal Internacional para Ruanda y ofreció testimonio sobre el genocidio de Ruanda ante la Asamblea Nacional de Francia, el Senado belga, el Congreso de los Estados Unidos, la Organización de la Unidad Africana y la Organización de las Naciones Unidas. 
En 1999, Des Forges publicó el libro Leave None to Tell the Story, la cual medios como The Economist y The New York Times lo describen como el relato definitivo sobre el genocidio de Ruanda. En el libro, Des Forges afirmó que el genocidio fue organizado por el gobierno dominado por los hutus en aquel entonces, en lugar de ser un estallido espontáneo de conflictos tribales.

## Legado
El académico René Lemarchand afirma: "El hecho de que la gistoria de Ruanda sea conocida actualmente en los Estados Unidos, deben en gran medida a la obra de Philip Gourevitch y Alison Des Forges". 